# Tadeusz Pełczyński

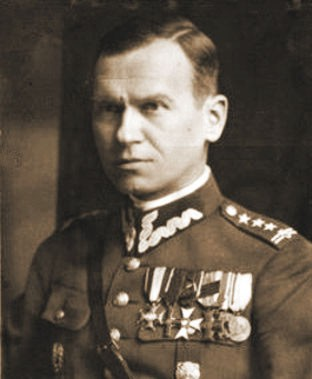
Tadeusz Pełczyński als Oberst (pułkownik) vor 1939

Tadeusz Walenty Pełczyński (* 14. Februar 1892 in Warschau; † 3. Januar 1985 in London) (Decknamen: „Grzegorz“, „Adam“, „Wolf“ und „Robak“) war ein polnischer Brigadegeneral (generał brygady) im Generalstab. Während der Zeit der Zweiten Polnischen Republik (1918–1939) leitete er, damals noch im Grad eines Obersten (pułkownik), die zweite Sektion des Polnischen Generalstabs (polnisch: Oddział II Sztabu Generalnego Wojska Polskiego), deren Aufgaben den Militärnachrichtendienst, die Spionageabwehr und die Kryptographie umfassten. Insofern war er auch  Geheimdienstoffizier.
Zu seinen wichtigsten Leistungen gehört sein Vorschlag, die polnischen Entzifferungsverfahren der deutschen Schlüsselmaschine Enigma noch vor Ausbruch des Zweiten Weltkriegs an die Alliierten zu übergeben. Polnischer Generalstabschef war zu dieser Zeit (vom 7. Juni 1935 bis 18. September 1939) Brigadegeneral Wacław Stachiewicz. Pełczyński überzeugte seinen Chef angesichts der drohenden Gefahr davon, das seit 1932 im polnischen Chiffrenbüro, dem Biuro Szyfrów (BS), erarbeitete Wissen sowie sämtliche entwickelten Methodiken und Gerätschaften zur erfolgreichen Entzifferung der deutschen Maschine den Briten und Franzosen zu überlassen. Nur wenige Wochen vor dem deutschen Überfall auf Polen kam es im Juli 1939 im Kabaty-Wald, nahe der polnischen Hauptstadt Warschau, zum damals hochgeheimen und heute legendären Treffen von Pyry.

## Leben

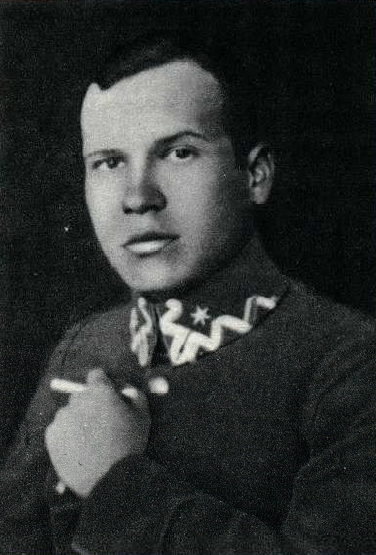
Der junge Unterleutnant (podporucznik) Pełczyński um 1916

Tadeusz wurde als Sohn von Ksawery Pełczyński und Maria Pełczyńska (geb. Liczbińska) im damals noch russischen Warschau geboren. Gleichzeitig war er ein Urenkel von Michał Pełczyński (1775–1833), einem General von Kongresspolen. Er ging zunächst in Łęczyca (bei Łódź) zur Schule. Noch in jungen Jahren nahm er 1905 an einem Schulstreik teil, der die polnische Unabhängigkeitsbewegung vom Kaiserlichen Russland unterstützen sollte. Später wechselte er ans Gen.-Paweł-Chrzanowski-Gymnasium nach Warschau und begann danach, im Jahr 1911, das Studium der Medizin an der Jagiellonen-Universität in Krakau. Er engagierte sich in der polnischen Jugendorganisation „Zet“ (Związek Młodzieży Polskiej) sowie der damaligen slawisch-patriotischen Sokół-Turnbewegung (deutsch Falke). Auch absolvierte er einen militärischen Ausbildungslehrgang unter Zygmunt Zieliński (1858–1925), einem späteren General (generał broni) der polnischen Armee.
Bei Ausbruch des Ersten Weltkriegs im August 1914 befand er sich im Sommerurlaub nahe Włocławek (140 km nordwestlich Warschau). Er wurde dort vom deutschen Heer überrollt und zum Dienst als Sanitäter in einem Lager für russische Kriegsgefangene verpflichtet. Nach seiner Entlassung im Juni 1915 trat er den polnischen Legionen (Legiony Polskie) bei, die, ab 1916 dem deutschen Heer unterstellt, an der Ostfront gegen die russischen Truppen kämpften. Er diente im Infanterieregiment der 6. Legion (6 Pułk Piechoty Legionów) zunächst als Zugführer und später als Kompaniechef. Als Folge der Eidkrise wurde er im Juli 1917 im Lager Beniaminów (bei Warschau) interniert. Nach seiner Freilassung im März 1918 arbeitete er für die zentrale polnische Wohlfahrtsorganisation Rada Główna Opiekuńcza und setzte zugleich sein Engagement für die Jugendorganisation „Zet“ fort.
Im November 1918, nach Wiedererlangung der Unabhängigkeit Polens, trat er der neuen  polnischen Armee bei und war zunächst Kompaniechef und kurz darauf Bataillonskommandeur. Ab September 1921 bis September 1923 durchlief er die Generalstabsakademie Wyższa Szkoła Wojenna in Warschau und erhielt das Generalstabspatent. Im selben Jahr 1923 heiratete er Wanda Filipowska. Sie hatten eine Tochter Maria und einen Sohn Krzysztof (1924–1944), der später, am 17. August 1944, seinen Verwundungen erliegen sollte, die er am ersten Tag des Warschauer Aufstands am 1. August 1944 erlitt.
Major Tadeusz Pełczyński wurde im Juli 1924 in den „Inneren Kriegsrat“ (Ścisła Rada Wojenna) aufgenommen und im Mai 1927, nun bereits im Grad eines Oberstleutnants (podpułkownik), zum Leiter der nachrichtendienstlichen Abteilung (Wydział Ewidencyjny) innerhalb der zweiten Sektion des Polnischen Generalstabs ernannt, bevor er im Januar 1929 mit der Leitung der zweiten Sektion betraut wurde. Ab März 1932 bis September 1935 kommandierte er das in Vilnius stationierte Infanterieregiment der 5. Legion, damals als Teil der Infanteriedivision der 1. Legion eine Eliteeinheit der polnischen Landstreitkräfte. Im Oktober 1935 übernahm er erneut die Leitung der zweiten Sektion des Polnischen Generalstabs und unterstützte in dieser Funktion wie sein Vorgänger, Oberst (pułkownik) Tadeusz Schaetzel (1891–1971), und sein Stellvertreter Oberstleutnant Józef Englicht (1891–1954) die von Marschall Józef Piłsudski (1867–1935) angeführte Prometheismus-Bewegung, die sich gegen den geopolitischen Einflussausbau der Sowjetunion richtete und deren Ziel die Befreiung der nichtrussischen Menschen innerhalb der Sowjetunion war. Im Januar 1939 übernahm Pełczyński, inzwischen Oberst (pułkownik), das Kommando über die 19. Infanterie-Division (19 Dywizja Piechoty), die ebenfalls in Vilnius stationiert war.
Kurz vor Ausbruch des Zweiten Weltkriegs schrieb Pełczyński womöglich Weltgeschichte, indem er den Chef des polnischen Generalstabs, Brigadegeneral Wacław Stachiewicz (1894–1973), davon überzeugte, sämtliche polnischen Errungenschaften zum Bruch der deutschen Schlüsselmaschine den Briten und Franzosen zu offenbaren (siehe auch: Treffen von Pyry). Damit setzte er die polnischen Alliierten in die Lage, die deutschen Enigma-Funksprüche zu entziffern, was unstrittig von enormer strategischer Bedeutung für den Verlauf des Zweiten Weltkriegs war und darüber hinaus von erheblicher geschichtlicher Konsequenz.

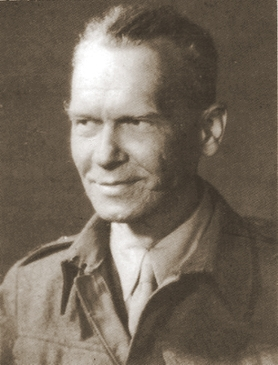
Tadeusz Pełczyński um 1945

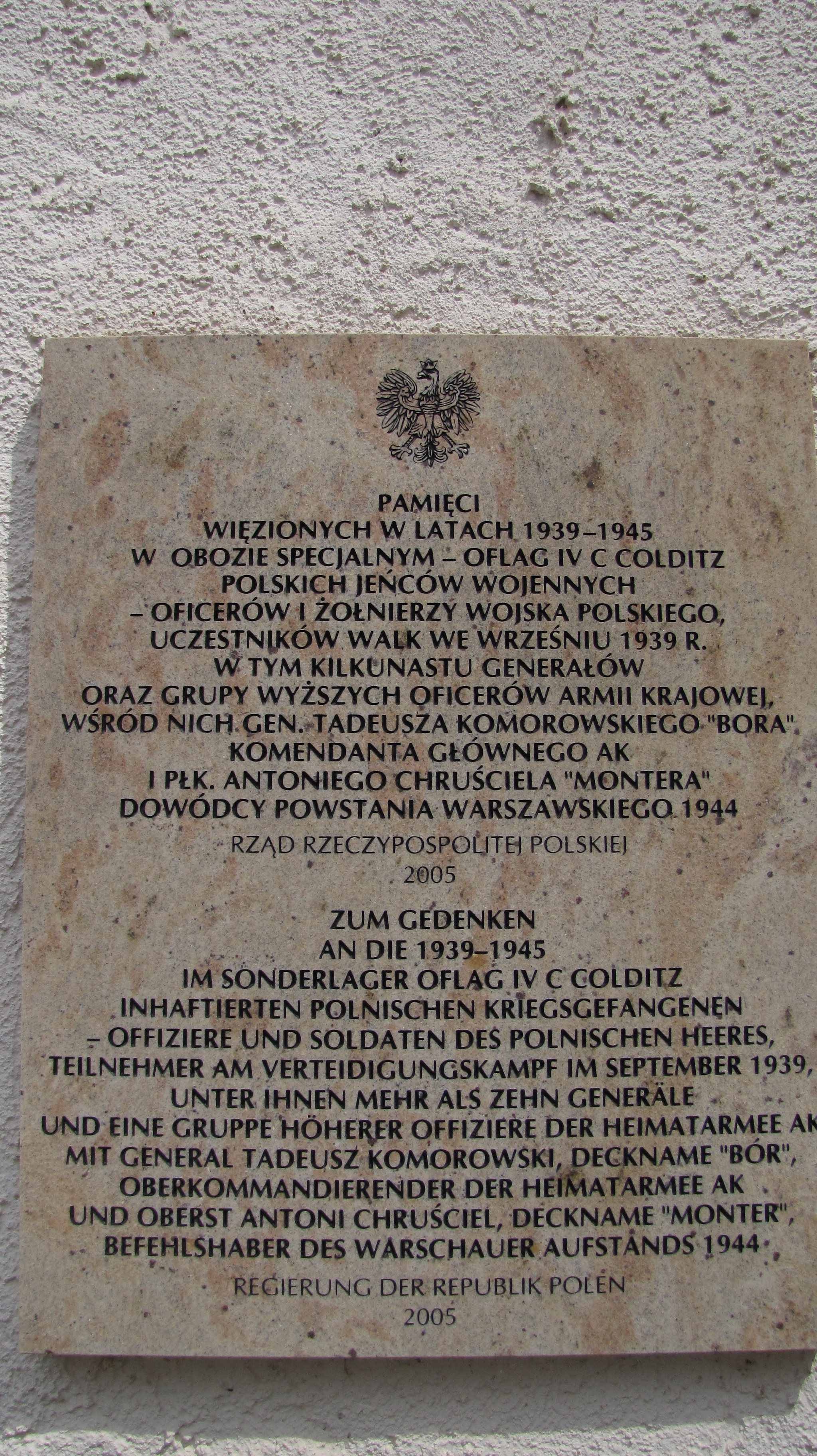
Erinnerungstafel an die polnischen Offiziere in Colditz

Ab dem 5. September 1939 kommandierte er eine polnische Streitmacht im Rücken der in Polen einfallenden deutschen Wehrmacht. Danach ging er nach Warschau und begann seine Arbeit in verschiedenen Widerstandsorganisationen des Polnischen Untergrundstaats, wie dem polnischen Siegesdienst (Służba Zwycięstwu Polski), der Union des bewaffneten Kampfes (Związek Walki Zbrojnej, kurz: ZWZ) und der polnischen Heimatarmee (Armia Krajowa, kurz: AK). Von Juli 1940 bis April 1941 kommandierte er in Lublin den örtlichen ZWZ-Distrikt. Als die Gestapo ihm auf den Fersen war, wich er nach Warschau aus und wurde dort im Juli 1941 Stabschef der ZWZ. Er befehligte Sabotageaktionen gegen die deutschen Besatzer, wie die Sprengung von Bahngleisen, die durch polnische Kedyw-Einheiten (Kierownictwo Dywersji) ausgeführt wurden. Schließlich gehörte er zu den Entscheidern des Warschauer Aufstands, der am 1. August 1944 begann und blutig niedergeschlagen wurde. Nach dem Tod seines Sohns am 17. Tag wurde er selbst am 35. Tag des Aufstands, den 4. September, schwer verwundet, als das Gebäude der PKO-Bank in der Warschauer Świętokrzyska-Straße bombardiert wurde. Nach der Niederschlagung des Aufstands wurde er von den Deutschen verhaftet und zunächst in das Gefangenenlager von Nürnberg-Langwasser gebracht und danach im Oflag IVc (Offizierslager IVc) auf Schloss Colditz interniert.
Nach dem Krieg und seiner Befreiung durch die Alliierten ging er, wie viele seiner Landsleute, ins politische Exil ins Vereinigte Königreich. Er starb 92-jährig in London, wo er auch beerdigt wurde.

## Postume Ehrung
Postum wurden ihm eine Reihe von Ehrungen zuteil. Dazu gehören die Verleihung des Ordens des Weißen Adlers im Jahr 1996, das silberne und goldene Kreuz des Militär-Ordens Virtuti Militari, das Offizierskreuz des Ordens der polnischen Wiedergeburt Polonia Restituta, das Goldene Verdienstkreuz der Republik Polen und weitere Auszeichnungen.
Im Jahr 1995 wurden seine sterblichen Überreste exhumiert, in seine Heimatstadt überführt und zusammen mit denen seiner Frau auf dem Warschauer Powązki-Friedhof in unmittelbarer Nähe des Grabes ihres beim Aufstand 1944 getöteten Sohnes Krzysztof bestattet.

## Beförderungen
- Fähnrich (chorąży) am 11. November 1915
- Unterleutnant (podporucznik) am 1. Juli 1916
- Leutnant (porucznik) am 1. Dezember 1918
- Hauptmann (kapitan) im Mai 1920
- Major im Jahr 1920
- Oberstleutnant (podpułkownik) am 1. Januar 1927
- Oberst (pułkownik) am 1. Januar 1934
- Brigadegeneral (generał brygady) am 1. Oktober 1943